# 小糠三合あるならば入婿すな
小糠三合あるならば入婿すな（こぬかさんごうあるならばいりむこすな）は、江戸時代の日本からのことわざ。

## 概要
男はほんの少しでも財産があるならば、他家へ入り婿や養子などをしないで、独立して一家を立てるべきであるということを意味する。入り婿をしたならばその気苦労は大変であるために、よほどのことが無い限り婿に行くべきではないということである。小糠三合の小糠とは、精米をすれば生じる粉末で糠漬けや洗顔に用いられるものであるが、それは三合ではさほど役には立たない。このようなほとんど役に立たない余り物と対比して入り婿の気苦労が表されている。

### 由来
この言葉の由来は、1706年ごろに著された浄瑠璃の『卯月の紅葉』である。ここではこの作品の主人公の男性が入り婿として他家に入った自身の立場を悲観する様子が描かれている。そしてこの主人公は十貫目という敷金を義父の妾に馬鹿にされるのを涙がこぼれるほど悔しいと述べている。